# Dying Wish
Dying Wish  (укр. Передсмертне бажання) — це сюжетна арка з трьох частин і епілогу, що є завершальною історією серії коміксів The Amazing Spider-Man. Сюжет, що відбувається в випусках The Amazing Spider-Man № 698-700 (за винятком № 699.1) і Avenging Spider-Man № 15.1, був написаний Деном Слоттом і проілюстровано Річардом Елсон і Умберто Рамосом.

## Сюжет
У в'язниці Рафт вмираючий Доктор Восьминіг без кінця вимовляє ім'я Пітера Паркера. Месники, які знають таємницю особистості Людини-павука, викликають його в Рафт. Людина-павук прибуває і залишається з Доктором восьминога наодинці. З'ясовується, що якимось чином Доктор Восьминіг зміг помінятися свідомістю з Пітером Паркером, і нині в тілі Людини-павука знаходиться свідомість Доктора Восьминога, а в тілі вмираючого Доктора Восьминога - розум Пітера. У Доктора Восьминога (в тілі якого Пітер) трапляється напад, і Людина-павук (в тілі якого Доктор Восьминіг) залишає його.
Лікарям вдається оживити Доктора Восьминога. Пітер, який перебуває в його тілі і маючи всі його спогади, намагається зрозуміти, як Доктору Восьминогу вдалося помінятися з ним тілами. Кожен раз, коли Пітер Паркер використовував технології Восьминога і керував його октоботамі (сюжетні арки Spider-Island і Ends of the Earth), Восьминіг отримував повний доступ до розуму Пітера. Спеціальний золотий октобот зміг переписати свідомість Восьминога в тіло Пітера під час сюжету Danger Zone, коли його паучьуо чуття не працював через вплив інших пристроїв, що використовуються Кінгпін. Після цього Пітер (в тілі Восьминога) розуміє, що все ще може керувати золотим октоботом. З його допомогою він відправляє сигнал лиха суперлиходія, яким обіцяє винагороду за його порятунок з в'язниці. На сигнал відгукуються троє суперзлодеев: гідроми, Скорпіон і Трапстер. Їм вдається визволити його з в'язниці, після чого Пітер (в тілі Восьминога) наказує їм зловити Людини-павука живим.
В одному з притулків Восьминога Трапстер підключає систему життєзабезпечення до механічних рук Пітера (в тілі Восьминога). Через помилку Трапстера Пітер відчуває клінічну смерть, під час якої бачить і розмовляє із загиблими близькими йому людьми. Пітер оживає і разом з суперлиходіями вирушає до 18-ї поліційної дільниці, щоб знайти золотого октобота, за допомогою якого раніше був здійснений обмін умами. Знайшовши октобота, Пітер зустрічає Карлі. Та, не повіривши його поясненням, стріляє. Куля, зрикошетивши від мацака Пітера, потрапляє в її ж руку.
В цей час Отто в тілі Пітера і костюмі Людини-павука збирає всіх близьких і знайомих Паркера в приміщенні, що знаходиться у вежі Месників, під приводом забезпечення їх безпеки. Отто повідомляє поліції, на який секретній базі знаходиться Доктор Восьминіг, і включає там систему самознищення. Пітер залишає Трапстера на базі через те, що той здогадався про його наміри змінитися розумом з Отто, і спливає з бази на підводному човні разом з Гідроменом і Скорпіоном. Через деякий час вони потрапляють в будівлю Месників, де їх зустрічає Отто в тілі Пітера. Під час бійки Паркер в тілі Отто намагається використовувати золотого Октобота, щоб помінятися умами з Отто, але це йому не вдається, тому що голова Отто захищена шаром карбонадіума. Замість цього вмираючому Паркеру в тілі Восьминога за допомогою зв'язку, встановленої октоботом, вдається передати Отто всі свої спогади. Октавіус переживає все поворотні події в житті Паркера (смерть Дяді Бена, Гвен Стейсі і т.д.) і повністю усвідомлює, що «з великою силою приходить велика відповідальність». Отто обіцяє Пітеру подбати про Мері Джейн і його близьких, після чого Пітер Паркер в тілі Доктора Восьминога вмирає. Доктор Восьминіг в тілі Пітера Паркера вирішує стати новою Людиною-павуком, який у всьому буде кращим за попередній. Він вирішує назвати себе Чудовим Людиною-павуком.
В епілозі розповідається про те, як Отто згадує свої битви з колишнім Людиною-павуком, а також те, як він створює для себе вдосконалений костюм.